# Province de José Miguel de Velasco
La province de José Miguel de Velasco ou simplement province de Velasco est une des 15 provinces du département de Santa Cruz, en Bolivie. Son chef-lieu est la ville de San Ignacio de Velasco. Historiquement, elle était rattachée à la Chiquitania qui désignait l'ancienne région du Haut-Pérou (l'actuelle Bolivie). 
La province a une superficie de 65 425 km2. Sa population s'élevait à 56 702 habitants en 2001.
La province porte le nom de José Miguel de Velasco Franco (1795-1859), militaire et homme politique bolivien, qui fut le quatrième président de Bolivie.